# Gavina (azienda)

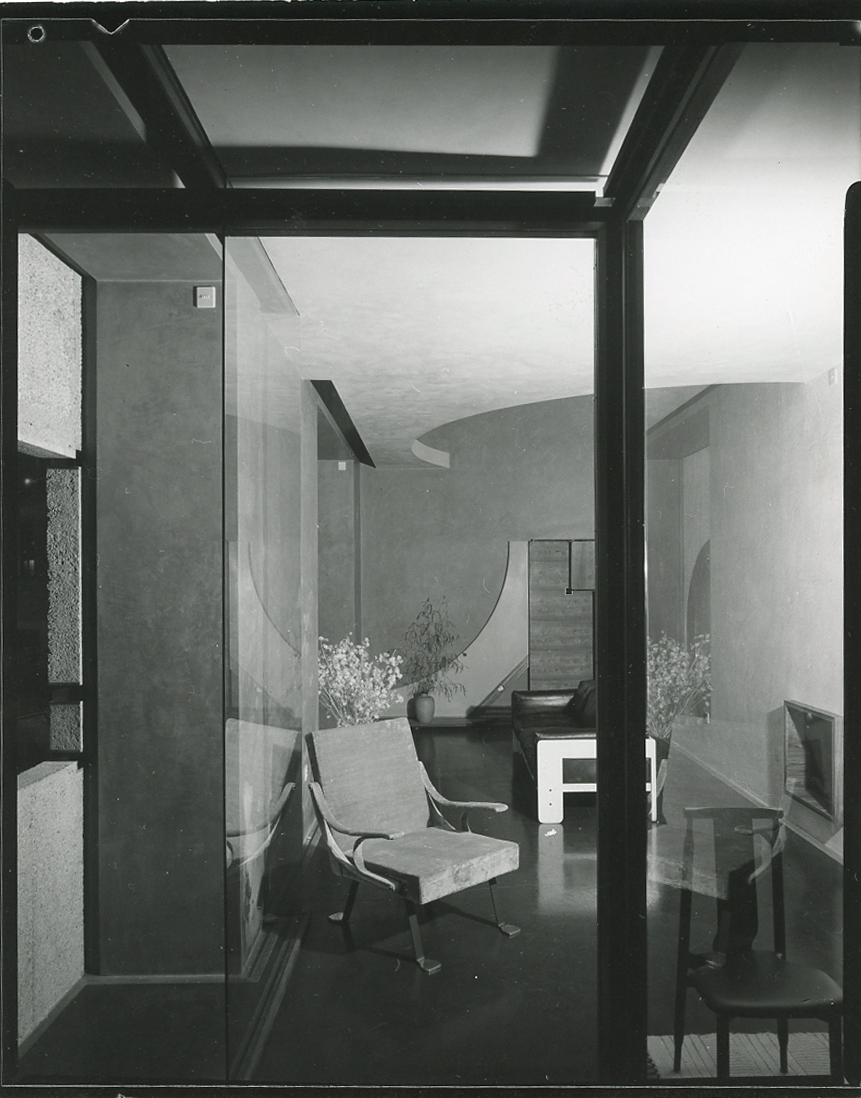
Negozio Gavina a Bologna, allestito da Carlo Scarpa. Foto di Paolo Monti, 1963.

La Gavina Spa fu fondata da Dino Gavina nel 1960, che assunse il ruolo di amministratore delegato e chiamò alla presidenza l'architetto Carlo Scarpa.
La sede storica dell'azienda si trova a San Lazzaro di Savena, in un edificio progettato da Pier Giacomo Castiglioni nel 1959. Nel 1963, grazie agli incentivi statali per lo sviluppo del sud Italia, Dino Gavina apre una sede a Foligno.
Nel 1962 Dino Gavina conosce a New York Marcel Breuer e lo convince a rieditare e realizzare i suoi progetti degli
anni '20.Tra i designer che hanno lavorato per l'azienda: Pier Giacomo Castiglioni, Achille Castiglioni, Carlo Scarpa, Ignazio Gardella, Tobia Scarpa.
Dopo la vendita dell'azienda all'americana Knoll nel 1968 e la chiusura del marchio bolognese diversi prodotti della collezione Gavina vennero venduti a marchio Knoll; alcuni di essi vennero in seguito ceduti ad altri produttori (come per esempio la poltrona Sanluca).
Knoll usa tuttora la sede di Foligno per la produzione della propria collezione per i clienti europei.

## Prodotti
Fra i prodotti più rilevanti:
- sedia Lierna di Achille e Pier Giacomo Castiglioni, 1959
- sedia Tripolina
- poltrona Sanluca di Achille e Pier Giacomo Castiglioni, 1960
- divano Bastiano di Tobia Scarpa (1960)
- poltrona Diagamma di Ignazio Gardella
- Sedia Wassily di Marcel Breuer (in produzione dal 1962)
- Sedia Cesca di Marcel Breuer (dal 1963)
- divano Suzanne di Kazuhide Takahama  (dal 1965)

Negozio Gavina in via Altabella a Bologna, progettato da Carlo Scarpa. Foto di Paolo Monti, 1963
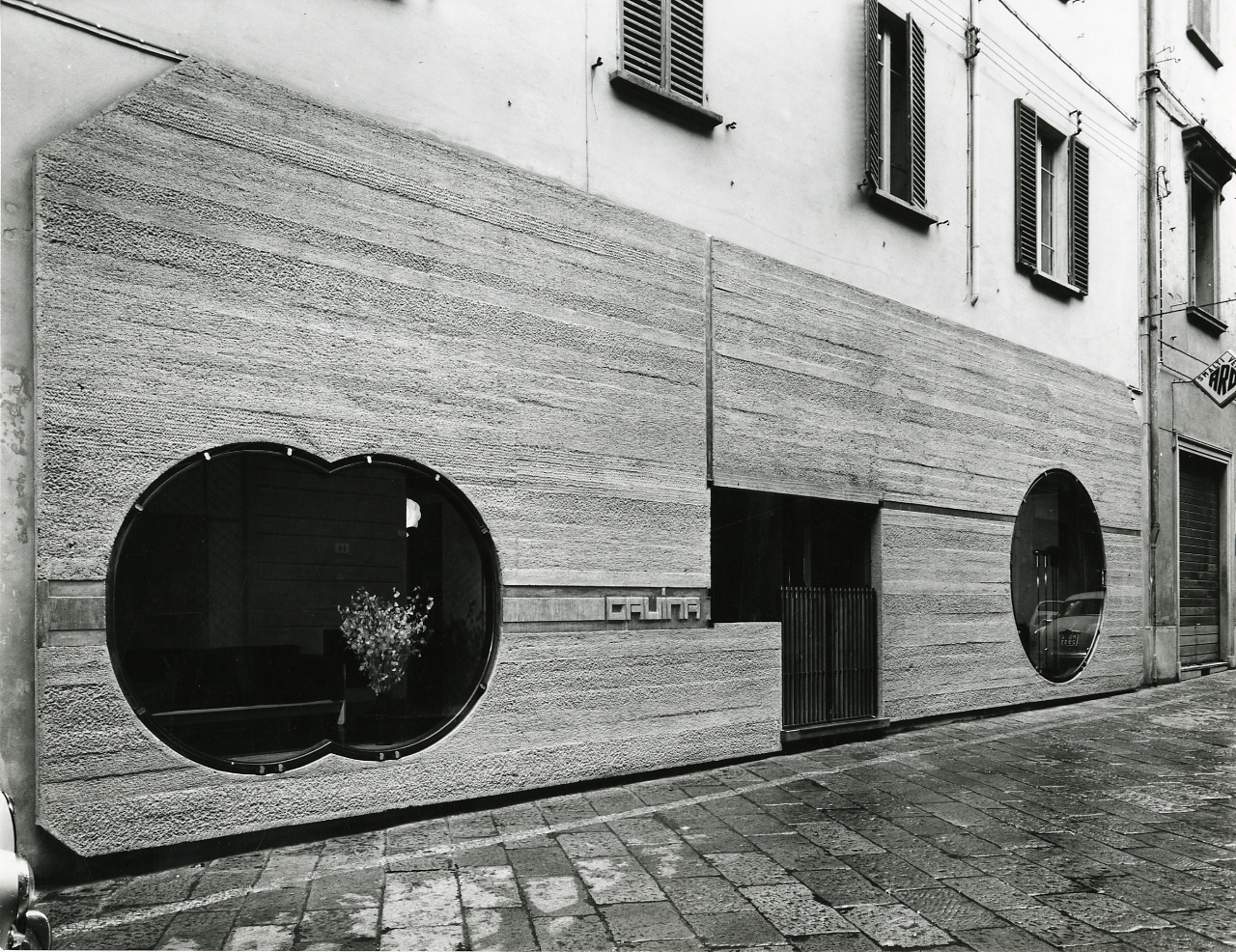
Negozio GavinaNegozio Gavina, facciata
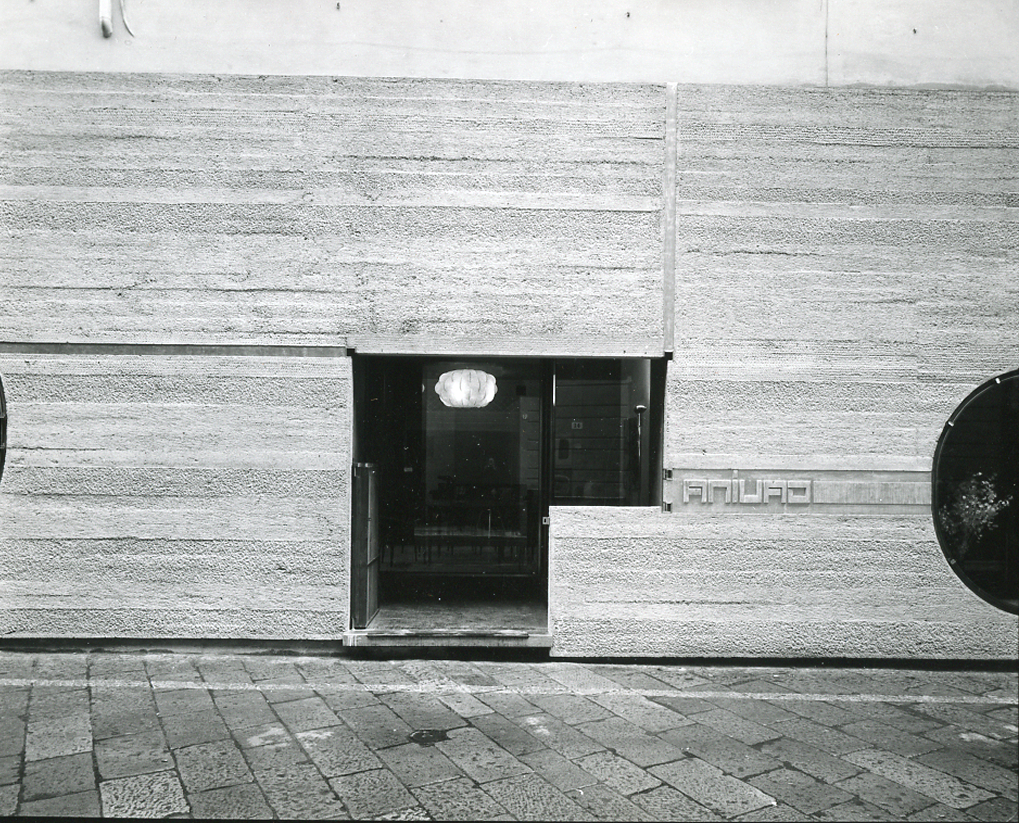
Particolare della facciata
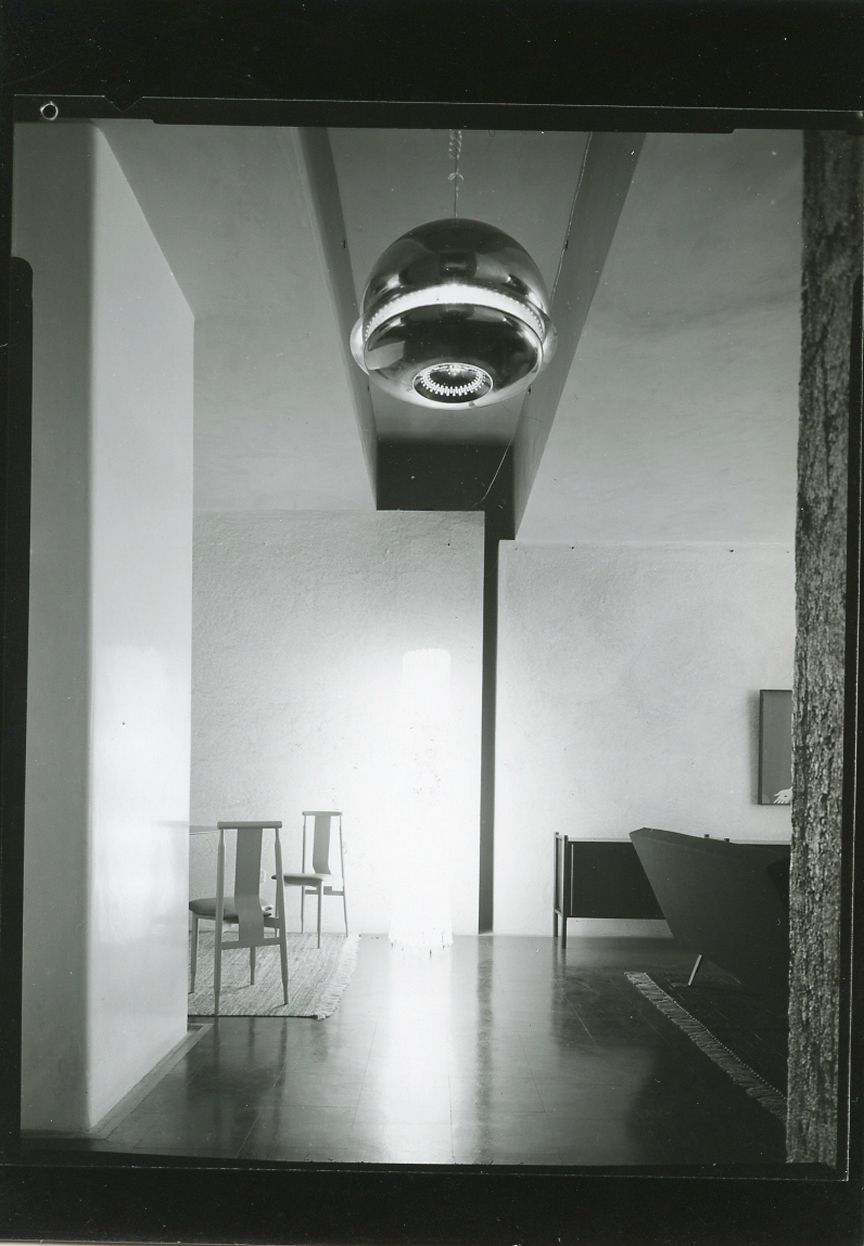
Interni
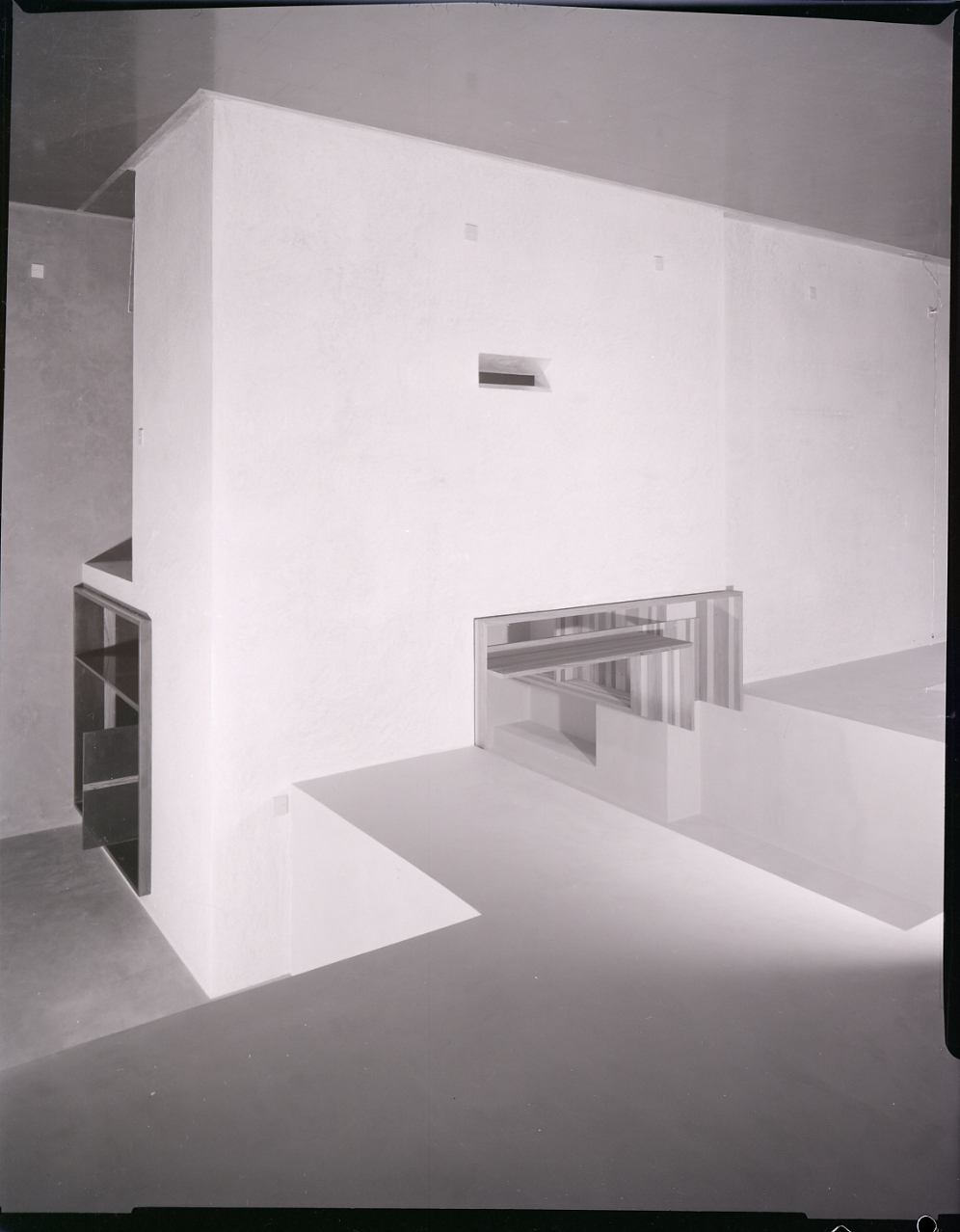
Interni
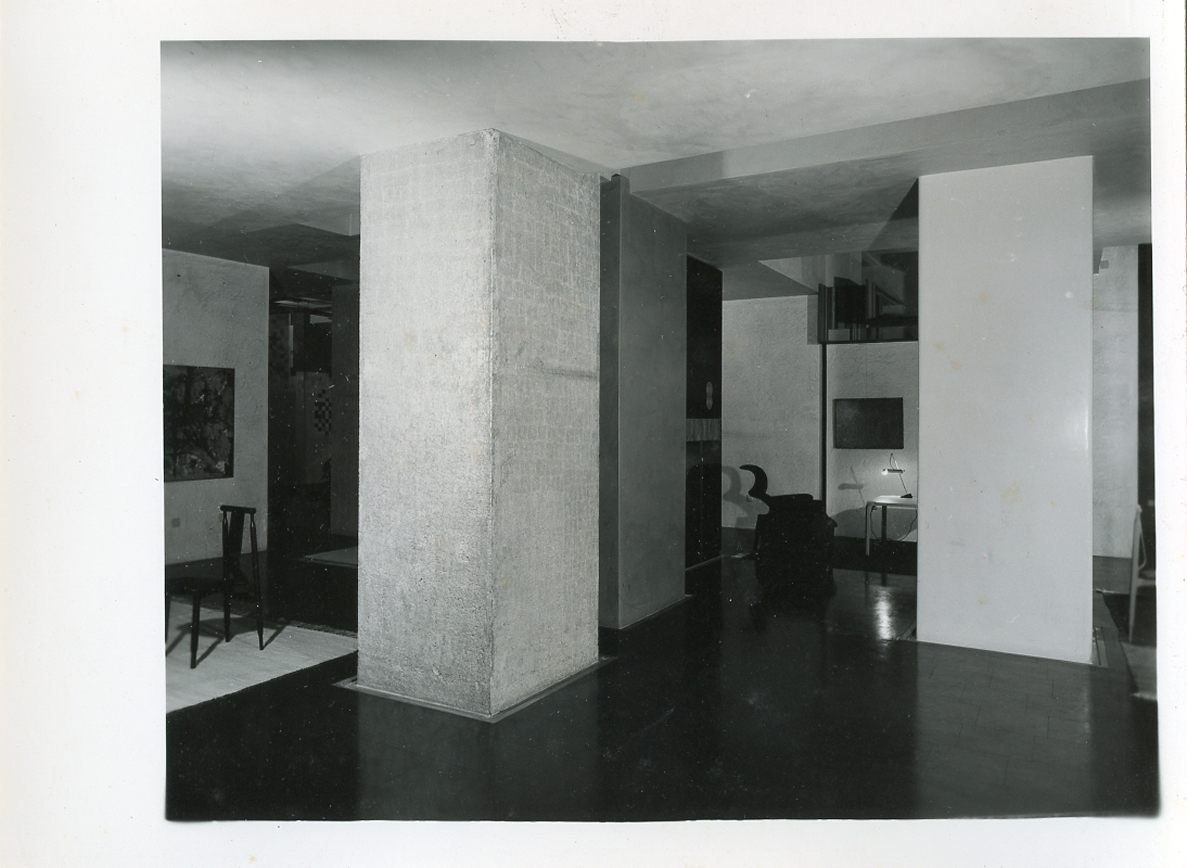
Interni
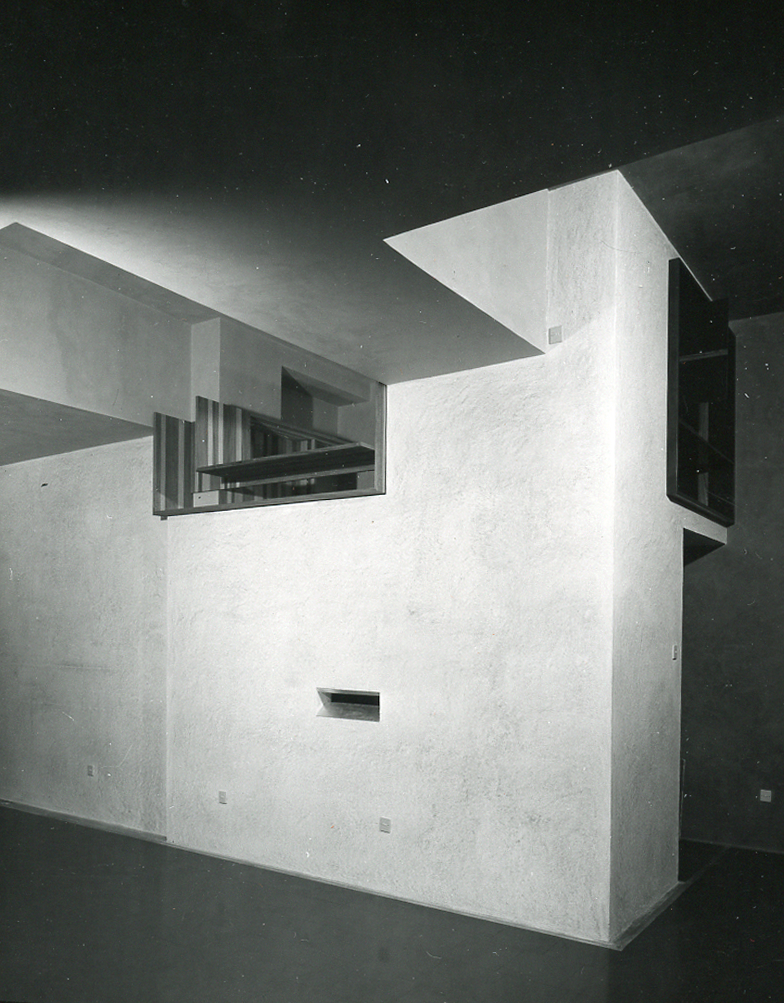
Interni